# یاسوتو واکیزاکا
یاسوتو واکیزاکا (انگلیسی: Yasuto Wakizaka؛ زادهٔ ۱۱ ژوئن ۱۹۹۵) بازیکن فوتبال است.
از باشگاه‌هایی که در آن بازی کرده‌است می‌توان به باشگاه فوتبال کاوازاکی فرونتال اشاره کرد.